# Henri Platelle
Henri Émile Albert Platelle (* 5. April 1921 in Nomain, Frankreich; † 16. Mai 2011 in Lille) war ein französischer Historiker mit Forschungsschwerpunkt Mittelalterliche Geschichte.

## Leben
Platelle wurde 1946 in Cambrai zum Priester geweiht. Von 1949 bis 1987 lehrte er in Lille und von 1973 bis 1985 am ICP in Paris. 1962 wurde er an der Sorbonne promoviert. 2007 wurde er zum Ritter der Ehrenlegion gekürt. Die Königliche Akademie von Belgien nahm ihn 1990 als assoziiertes Mitglied auf.

## Schriften (Auswahl)
- mit Denis Clauzel: Histoire des provinces françaises du Nord 2 – Des principautés à l'empire de Charles Quint (900–1519). Presses universitaires du Artois, Arras 2008, ISBN 2-84832-092-3.
- Présence de l’au-delà. Une vision médiévale du monde (= Histoire et civilisations. Band 898). Presses universitaires du Septentrion, Villeneuve d’Ascq 2004, ISBN 2-85939-852-X.
- Les exemples du „Livre des abeilles“. Une vision médiévale. Brepols, Paris 1997, ISBN 2-503-50557-0.
- Histoire de Valenciennes. Presses universitaires de Lille, Lille 1982, ISBN 2-85939-208-4.